# Abraham Haberegger

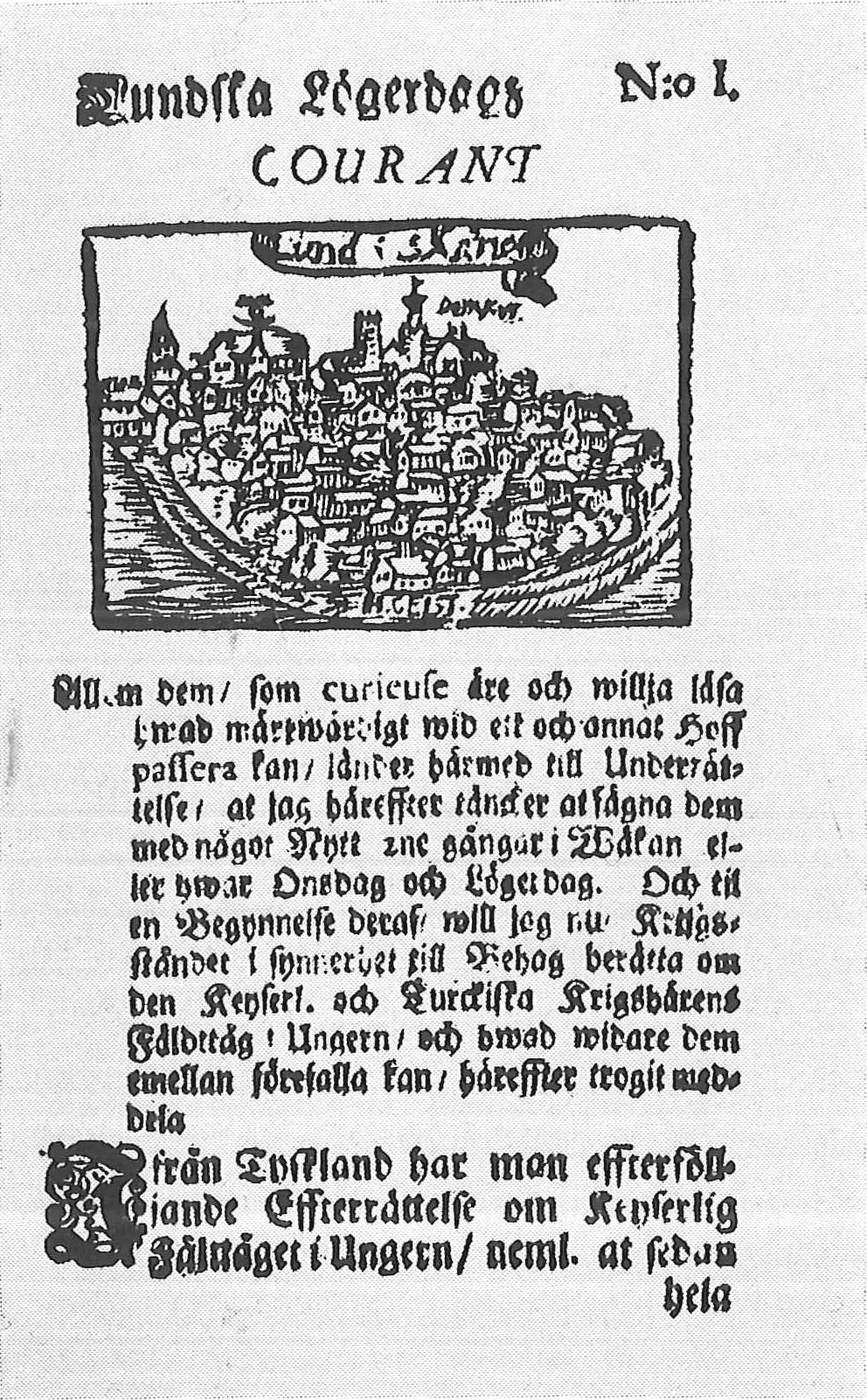
Första numret av Lundska Lögerdagz Courant, som gavs ut av Abraham Haberegger.

Abraham Haberegger, född 1659, död i Lund 1738, var en svensk boktryckare och utgivare av den första tidningen i Skåne.

## Biografi
Haberegger var son till Lunds universitets före detta akademkiboktryckare Vitus Haberegger och lärde sig tryckerikonsten i Nederländerna, Frankrike, England och Tyskland. Han blev år 1689 Lunds universitets boktryckare då företrädaren David Kämpe begav sig till Stockholm. År 1692 köpte han faderns tryckeri i Malmö och flyttade det till Lund, varefter han även från och med 1695 kunde titulera sig som generalguvernementsboktryckare. Under sin tid som akademiboktryckare kom Haberegger främst att ge ut universitetstryck, almanackor och uppbyggelig litteratur. Särskild uppmärksamhet har dels hans figurdikt i form av en blomskål vid Thomas Ihres och Birgitta Steuchs bröllop, dels hans tre tryckningar av "den danska folkboken om Dr Faust", rönt. Under Karl XIIs vistelse i Lund blev han även utgivare av Skånes första tidning, Lundska Lögerdagz Courant, som utkom 1717–1718.
Habereggers tryckarbana kom dock att vara problematisk; hans tryckeri brann ner 1693, och han tvingades skuldsätta sig för att köpa in stilar. När hans hustru Helena Gråå avled 1726 var det en ekonomisk katastrof för tryckeriet, och ett stort släktgräl inleddes. Härvidlag lyckades Abrahams svåger Caspar de Creaux, universitetets dansmästare, utverka en förlikning som innebar att Caspars son och Abrahams systerson Ludvig de Creaux tog över tryckeriet mot att han försörjde Haberegger, som fortsatt skulle sköta detsamma. Allt detta skedde på villkor att Haberegger inte gifte om sig. Lunds universitet stod således utan egentlig boktryckare mellan 1727 och 1729. Det sistnämnda året tillkännagav Haberegger emellertid sin avsikt att gifta sig med sin hushållerska, varför förlikningen bröts och tryckeriet helt övergick till Ludvig de Creaux.
Abraham Haberegger avled 1738. Det exakta datumet är okänt, men begravningen ägde rum på Krafts kyrkogård den 7 juni samma år.